# Our Song (canción de Anne-Marie y Niall Horan)
«Our Song» es una canción de la cantante inglesa Anne-Marie y el cantautor irlandés Niall Horan. Fue lanzado el 21 de mayo de 2021 como el tercer sencillo del segundo álbum de estudio del primero, Therapy (2021). Producido por TMS, "Our Song" fue escrita por los dos cantantes junto con Philip Plested y los tres miembros de TMS. La letra de la balada tiene a los vocalistas recordando una relación pasada.
En octubre de 2020, Anne-Marie publicó en instagram que estaba en un estudio de grabación con Horan; la pareja terminó escribiendo tres canciones juntas. La canción fue anunciada el 13 de mayo de 2021, y los cantantes publicaron un clip de 10 segundos en Twitter.

## Posicionamiento en las listas
| Listas (2021)                         | posición |
| ------------------------------------- | -------- |
| Australia (ARIA)                      | 51       |
| Bélgica (Flandes) (Ultratop 50)       | 50       |
| Canadá Digital Song Sales (Billboard) | 28       |
| República Checa (Rádio Top 100)       | 19       |
| Canadá CRH/TOP 40 (Billboard)         | 49       |
| Canadá Hot AC (Billboard)             | 38       |
| Euro Digital Song Sales (Billboard)   | 5        |
| Global 200 (Billboard)                | 93       |
| Hungría (Rádiós Top 40)               | 19       |
| Hungría (Single Top 40)               | 16       |
| Irlanda (IRMA)                        | 7        |
| México Airplay (Billboard)            | 25       |
| Países Bajos (Dutch Top 40)           | 32       |
| Países Bajos (Mega Single Top 100)    | 96       |
| Nueva Zelanda Hot Singles (RMNZ)      | 8        |
| Eslovaquia (Rádio Top 100)            | 25       |
| Corea del Sur (Gaon)                  | 194      |
| Suecia Heatseeker (Sverigetopplistan) | 6        |
| Reino Unido (UK Singles Chart)        | 13       |
| Estados Unidos (Adult Top 40)         | 23       |